# Josef Trischler
Josef Trischler (* 20. März 1903 in Boróc, Königreich Ungarn, Österreich-Ungarn; † 18. Dezember 1975) gehörte vor 1945 als Vertreter der jeweiligen deutschen Minderheit nacheinander den Parlamenten von Jugoslawien und Ungarn an. Nach dem Zweiten Weltkrieg war er ein deutscher Politiker, zuerst der Freien Demokratischen Partei, dann der Christlich Demokratischen Union. Er war von 1949 bis 1953 Mitglied des Deutschen Bundestages.

## Leben
Trischler besuchte die Volksschule in seinem Geburtsort in der Batschka, danach die deutsche Abteilung des staatlichen Realgymnasiums in Žombolj (deutsch Hatzfeld). Nach Abschluss des Gymnasiums 1923 studierte er an der Technischen Hochschule München und erhielt 1929 den Titel „Dipl.-Ing. in Chemie“ (Diplomlandwirt), 1930 promovierte er zum Dr. techn. 1932 war er als Professor an der „Privaten Deutschen Lehrerbildungsanstalt“ in Zrenjanin (deutsch Großbetschkerek), und nach deren Verlegung 1933 in Vrbas (deutsch Neuwerbass). Um 1932 gehörte er hier unter anderem mit Josef Janko und Adam Krämer dem Kreis der Erneuerer an, einer radikalen Opposition innerhalb des Schwäbisch-Deutschen Kulturbundes, die sich zunehmend am Nationalsozialismus orientierte. Von 1941 bis 1945 war er als Wirtschaftsbeauftragter der deutschen Volksgruppe der Batschka tätig. Er war Verbandspräsident der Deutschen Genossenschaften in Jugoslawien. Als Vertreter der deutschen Minderheit scheiterte er zunächst bei den Wahlen zum Parlament Jugoslawiens, konnte dort jedoch als Nachrücker von 1939 bis 1941 einziehen.
Im Zuge der Aufteilung Jugoslawiens nach dem Balkanfeldzug vereinnahmte das Königreich Ungarn Teile der Batschka, wodurch die mittlerweile straff organisierten regionalen „Volksdeutschen“ des Kulturbundes in ihrem ungarischen Pendant, dem Volksbund der Deutschen in Ungarn (VDU), politisch aufgingen. Die vormaligen Volksvertreter der serbischen Versammlung Skupština Trischler, Franz Hamm und Sepp Spreitzer wurden nun auf Vorschlag der Volksgruppenführung von 1942 bis 1945 in das ungarische Parament berufen. Während ihrer Zeit als ungarische Reichstagsabgeordnete wurde 1943 ein Handgranatenattentat auf diese drei deutschstämmigen Abgeordneten verübt, welches jedoch fehlschlug. Der Täter, ein sich betrogen fühlender SS-Mann auf Heimaturlaub, hatte die Abgeordneten für die Einberufung von „Volksdeutschen“ zur Waffen-SS verantwortlich gemacht. Im Zusammenhang mit dem Holocaust forderte Trischler im Parlament mit Eduard Keintzel, Erich Szegedi und Franz Hamm im Juni und Juli 1944, „die deutsche Volksgruppe an der Verteilung des jüdischen Vermögens zu beteiligen“.
Nach dem Zweiten Weltkrieg musste Trischler als Heimatvertriebener nach Deutschland fliehen und kam so nach Bayern. Er gehörte dem Deutschen Bundestag in dessen erster Legislaturperiode von 1949 bis 1953 an. Er wurde über die Landesliste der FDP in Bayern gewählt, trat aber später in die CDU ein. Trischler setzte sich im Bundestag vor allem für die Rechte der deutschsprachigen Heimatvertriebenen aus den Gebieten ein, die nicht zum Deutschen Reich gehört hatten.
Zusammen mit Rudolf Wagner und Heinrich Reitinger war er Mitglied im Präsidium des 1951 gegründeten Rats der Südost-Deutschen, der Vertretung von neun Landsmannschaften Südosteuropas. Er war als ordentliches Mitglied im Ausschuss für Wiederaufbau und Wohnungswesen sowie im Ausschuss für Heimatvertriebene tätig. Trischler war in den 1950er Jahren Vorstandsmitglied der Landsmannschaft der Donauschwaben. Nach ihm ist die Trischler-Stiftung der Landesselbstverwaltung der Ungarndeutschen mit Sitz in Budapest benannt.

## Bewertung
Die Historikerin Heike Amos kam zu der Ansicht, dass Trischler eine prominente Person innerhalb der deutschen Minderheit in Jugoslawien und Ungarn war, aber nie „Volksgruppenführer“. Vermutlich sei er auch nicht in paramilitärische Aktivitäten verwickelt gewesen. „Zeitzeugen nannten ihn politisch einen Opportunisten, aber keinen Nationalsozialisten.“
Michael Schwartz, Michael Buddrus, Martin Holler und Alexander Post meinten, die Nichtmitgliedschaft Trischlers in der NSDAP hätte lediglich auf dessen staatsbürgerlicher Nichtzugehörigkeit zum Deutschen Reich basiert. Trischler wäre eindeutig NS-Sympathisant gewesen und hätte seine politische Karriere ab 1938 auf die Förderung durch NS-Diplomatie und NS-Auslandsorganisationen gestützt. Er hätte folgerichtig zum Ende seiner politischen Karriere in Ungarn 1944/45 zu einer offen als nationalsozialistisch deklarierten Abgeordnetengruppe im ungarischen Reichstag gehört. Trischler wäre somit ohne weiteres der NSDAP beigetreten, wenn ihm dies in Jugoslawien oder Ungarn möglich gewesen wäre.